# Шпехар, Роберт
Роберт Шпехар (род. 13 мая 1970 года в Осиеке) — хорватский футболист, играл на позиции нападающего. Выступал за национальную сборную Хорватии. Чемпион Бельгии, обладатель Кубка Бельгии и Кубка Кипра.
Его сын Дино также стал профессиональным футболистом.

## Карьера игрока

### Клубная карьера
В профессиональном футболе дебютировал в 1990 году, выступая за команду «Осиек», в которой провел пять сезонов, приняв участие в 54 матчах чемпионата.
В 1992 году перешёл в «Загреб», а перед сезоном 1994/95 вернулся в «Осиек». В 1995 году стал игроком «Брюгге». Играя за «Брюгге», завоевал титул чемпиона Бельгии, становился обладателем Кубка Бельгии, а в сезоне 1996/97 с 26 забитыми голами стал лучшим бомбардиром бельгийского футбольного первенства.
Своей игрой за последнюю команду привлёк внимание представителей тренерского штаба клуба «Монако», к которому присоединился в 1997 году. 15 апреля 1998 года в полуфинальном домашнем матче Лиги чемпионов Шпехар забил гол в ворота «Ювентуса». Его удар головой принёс «Монако» победу со счётом 3:2. Однако «Монако» проиграло по сумме двух матчей 6:4. Шпехар отыграл за команду два сезона, однако игроком основного состава не стал из-за большой конкуренции в том числе с молодыми Анри и Трезеге.
В сезоне 1999/2000 защищал цвета клуба «Эллас Верона», но провёл в команде лишь три матча.
В 2000 году заключил контракт с клубом «Спортинг», в составе которого провёл следующие два года своей карьеры. В составе «Спортинга» также не стал основным нападающим, хотя забивал почти в каждом втором матче.
В течение 2001—2002 годов защищал цвета клубов «Галатасарай» и льежский «Стандард». В 2002 году вернулся в «Осиек».
Завершил профессиональную игровую карьеру в клубе «Омония Никосия», за который выступал на протяжении 2004—2005 годов. За это время добавил в перечень своих трофеев Кубок Кипра.

### Выступления за сборную
В 1992 году дебютировал в официальных матчах в составе национальной сборной Хорватии. В течение карьеры в национальной команде, которая длилась пять лет, провёл в форме Хорватии всего восемь матчей, все из них — товарищеские.

## Карьера функционера и тренера
25 августа 2010 года после встречи с участием руководства «Осиека» и ключевых спонсоров клуба было принято решение, что новым президентом клуба станет Робер Шпехар. Решение было официально пожтверждено несколько дней спустя.
В феврале 2011 года Шпехар выдвинул свою кандидатуру на выборы президента Хорватского футбольного союза, но не был избран.
После ухода с должности президента «Осиека» Шпехар видел своё будущее в качестве футбольного тренера. После успешного завершения тренерской школы он решил принять приглашение местного клуба низшей лиги «Вишневац». В своём первом сезоне ему удалось не только спасти клуб от вылета, но и обеспечить повышение в Восточный дивизион Третьей лиги. Он решил покинуть клуб после первой половины второго сезона, так как хотел поработать с более статусным коллективом.
В октябре 2017 года Шпехар возглавил «Марсонию», покинул клуб в сентябре 2018 года. В январе 2022 года он вернулся в клуб, но был уволен в сентябре.